# Szent Anna Görögkatolikus Gimnázium és Technikum
A Szent Anna Görögkatolikus Gimnázium és Technikum egy Budapest VIII. kerületében működő középiskola.

## Az iskola története

### Épülete
Az iskolai mai, Bezerédj utcai épülete 1909–1910-ben épült eredetileg is iskolaként Schwendtner József tervezésében Bárczy István kislakás- és iskolaépítési programja keretében.

### Története
A névadó Leövey Klára Közgazdasági Szakközépiskolát 1945 februárjában, amikor még zajlott Budapest ostroma, Kőbányán alapította néhány lelkes pedagógus. Az intézmény sokáig a Szent László Általános Iskolával közös épületben működött, igen szűkös viszonyok között. 1980-ban költözött mai épületébe, a Józsefvárosi Bezerédj utcába.
2007-ben, a folyamatosan közgazdasági profillal működő középiskolába beolvadt a VII. kerületi Hajnik Károly Közgazdasági Szakközépiskola, amelyet 1921-ben alapított az akkori Székesfőváros.
2017. szeptember 1. óta a Hajdúdorogi Főegyházmegye fenntartásában folyik a munka, 2021. szeptember 1-je óta viseli az iskola jelenlegi elnevezését.

## Az oktatás
Az elmúlt évtizedben folyamatosan megújult az intézmény. Képzési struktúrája rugalmasan alakul a szakpolitikai elvárásoknak, és a jövő kihívásainak megfelelően.
Pedagógiai programjukban kiemelt hangsúlyt kap a személyes odafigyelés, a tehetséggondozás és a felzárkóztatás. Miközben a keresztény értékrend meghatározza az iskola működését, a hívő fiatalok mellett örömmel fogadják a még keresőket is.

## Képzések
Alapképzések
- 6 és 4 évfolyamos gimnázium
- Gazdálkodás és menedzsment ágazat Pénzügyi-számviteli ügyintéző szakon technikum

Érettségire épülő képzések
- Pénzügyi-számviteli ügyintéző
- Vállalkozási mérlegképes könyvelő
- Turisztikai technikus

## Elnyert címek
- Ökoiskola
- Fogyasztói tudatosságra nevelő iskola
- Boldog Iskola

## Híres tanárai
- Csender Levente író, magyartanár
- Kovácsné Sipos Márta író, matematikatanár

## Képtár

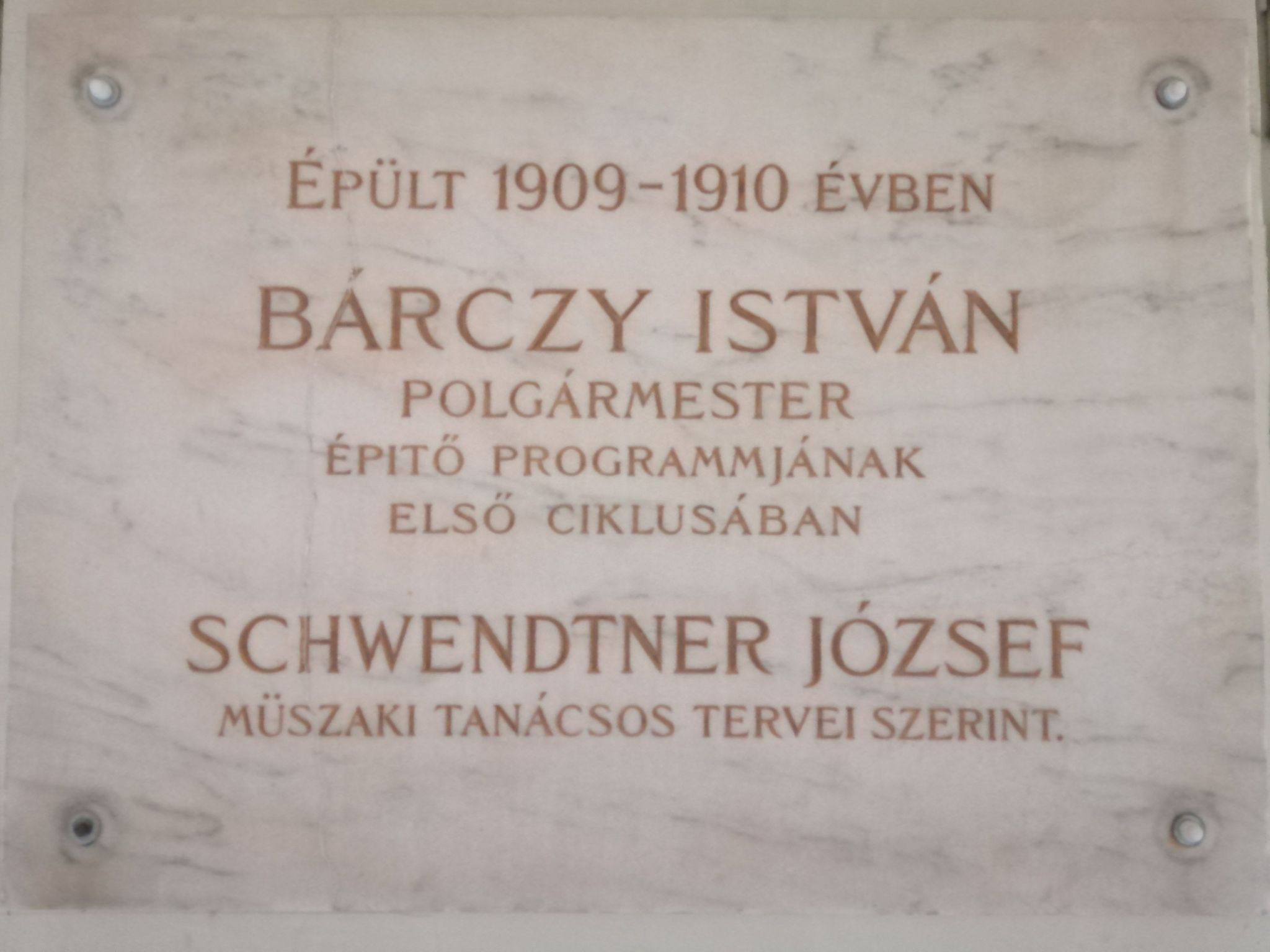
Emléktábla az iskola épületében
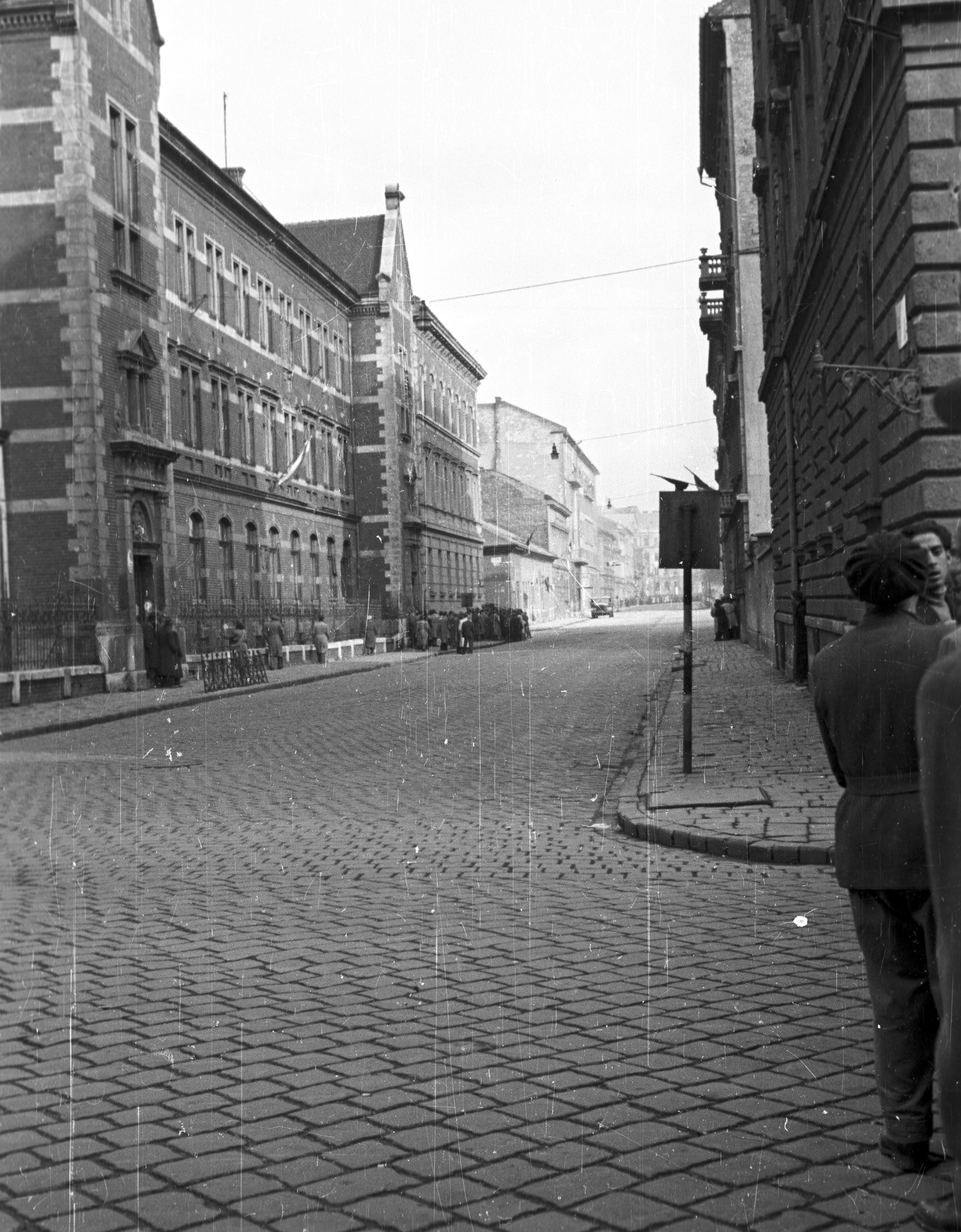
Az iskola mai épülete 1956-ban
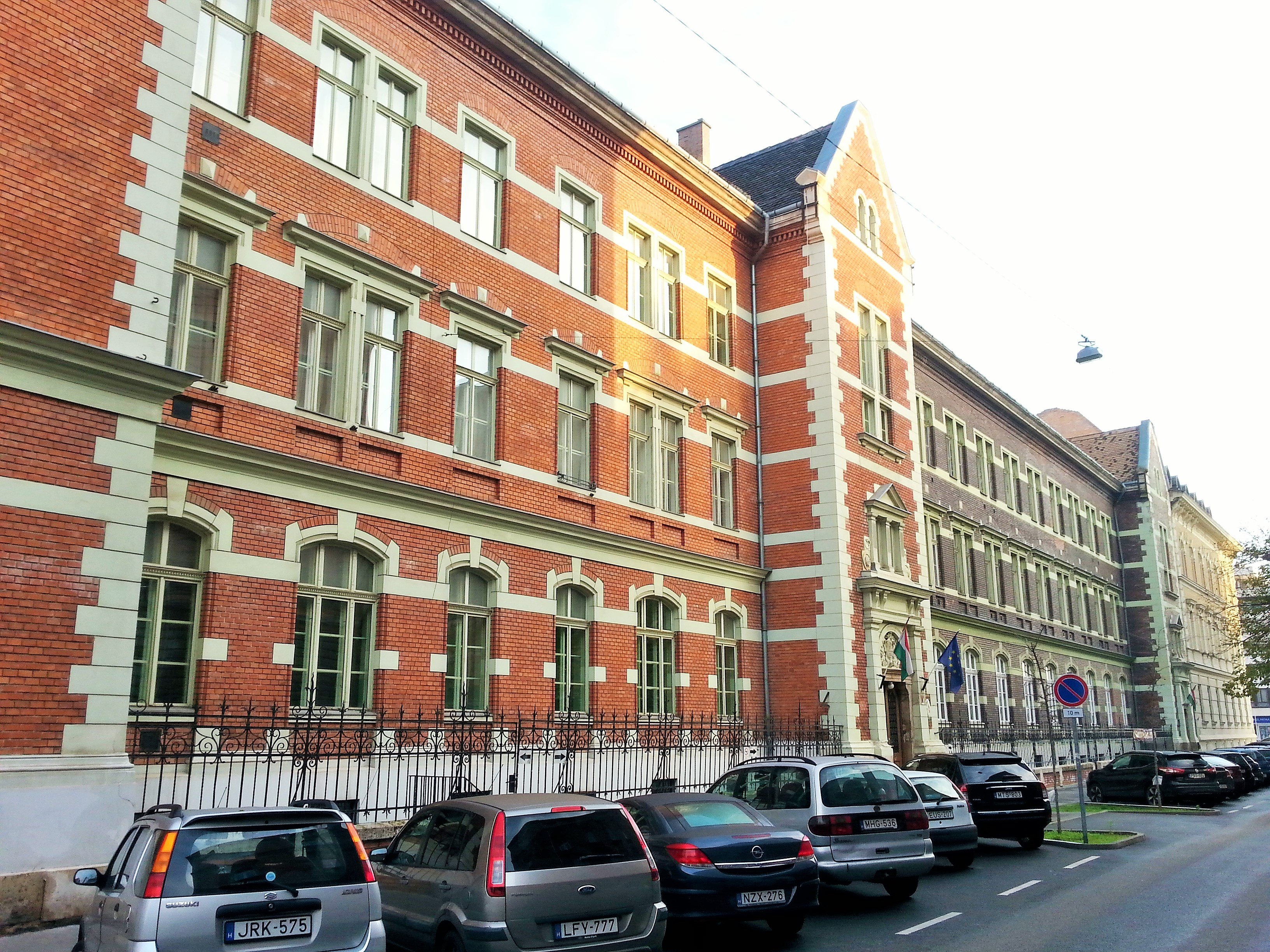
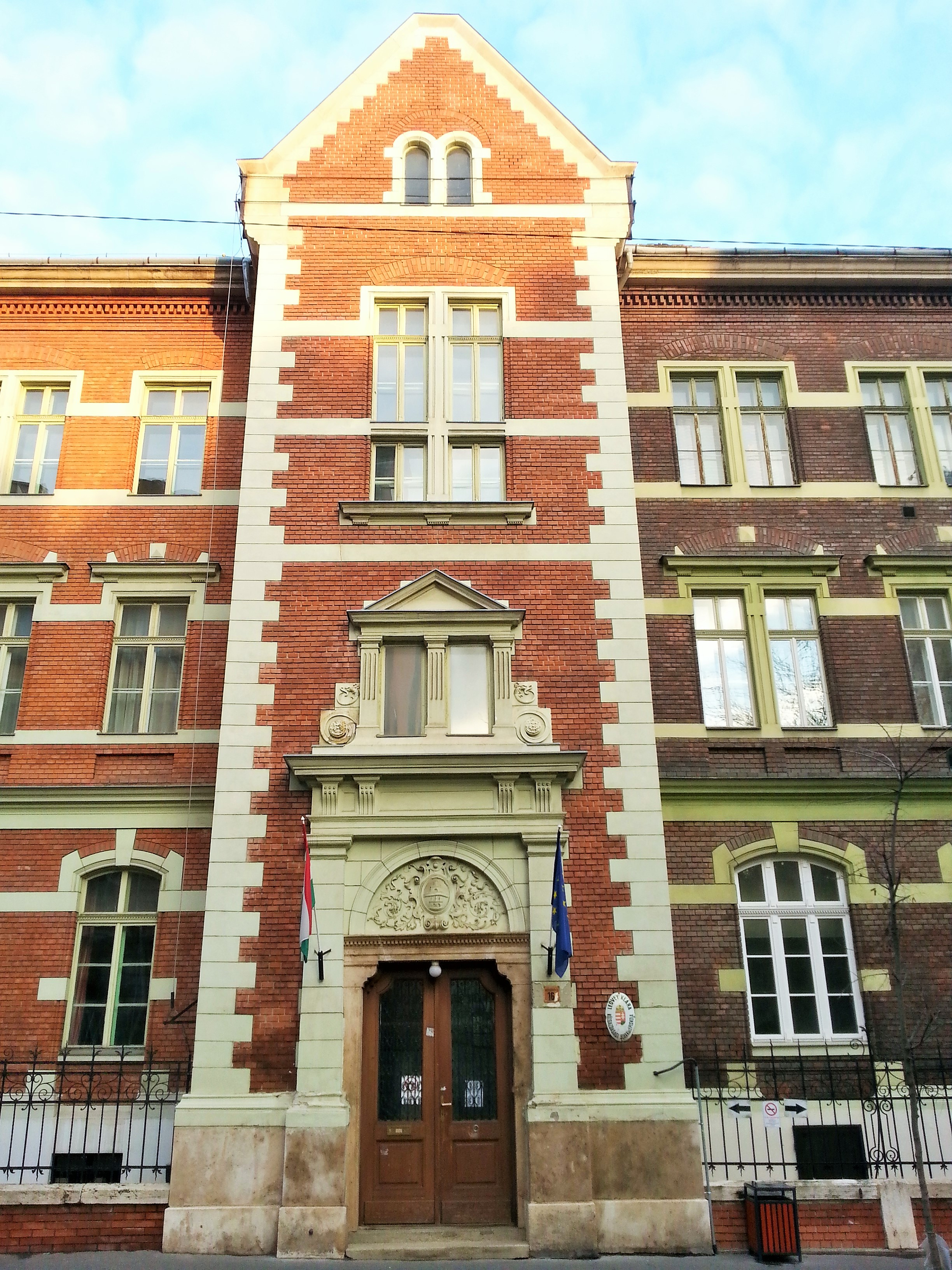
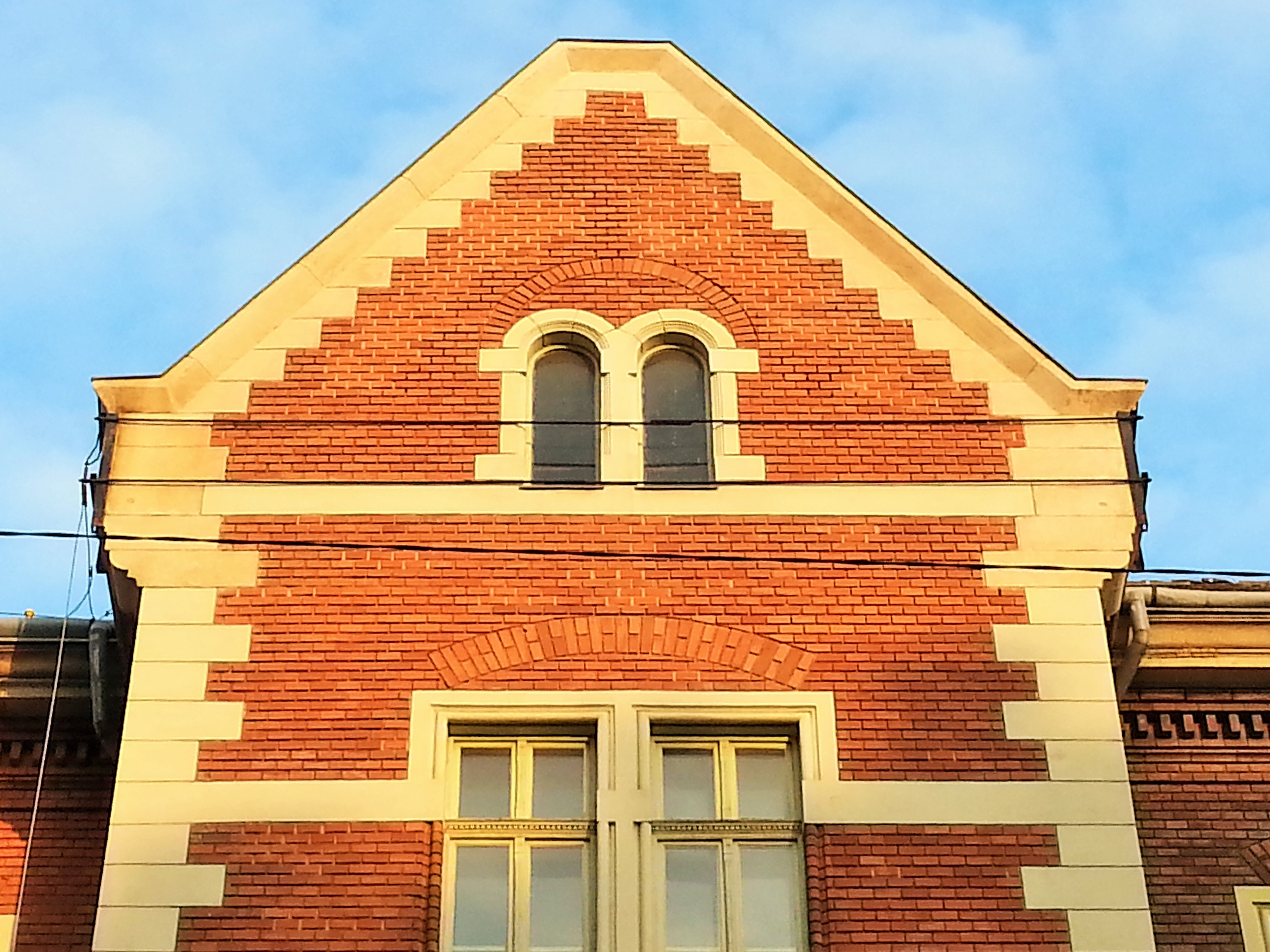
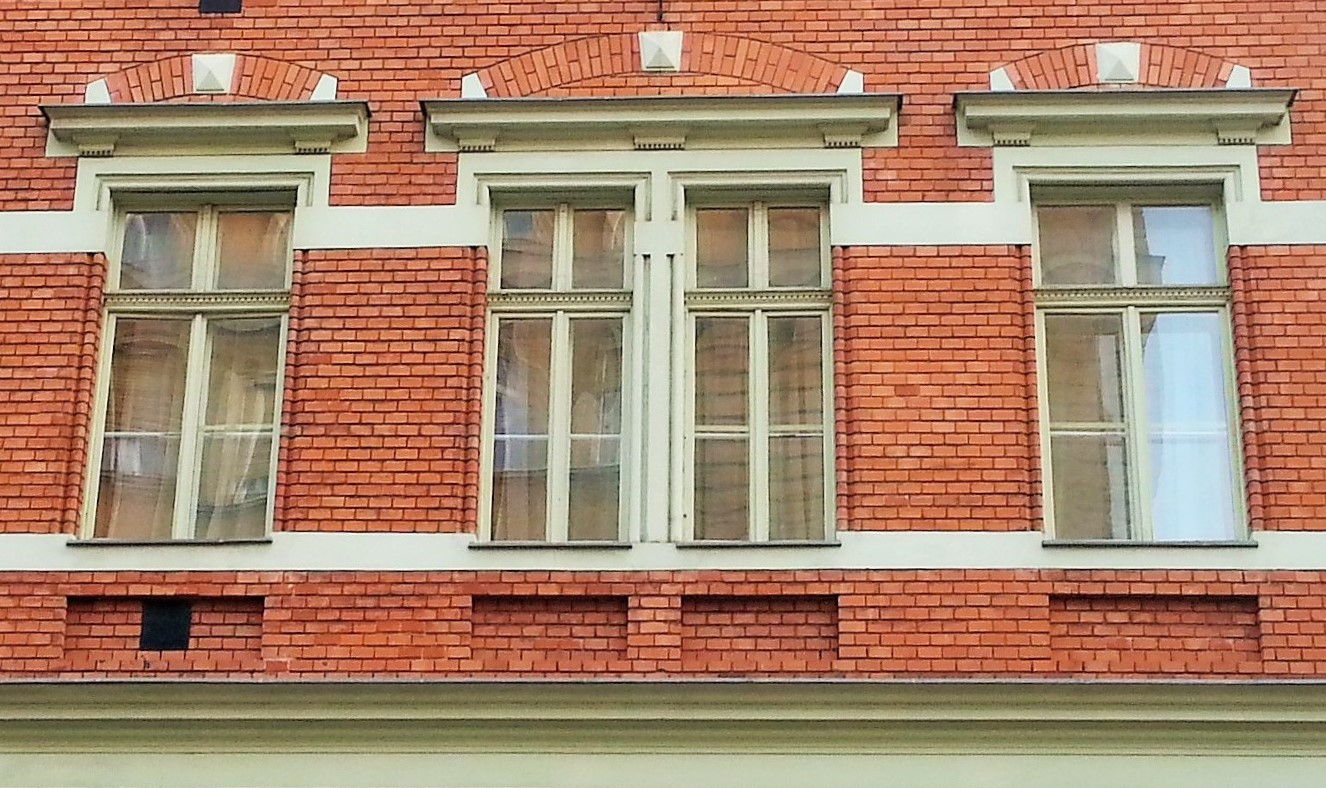
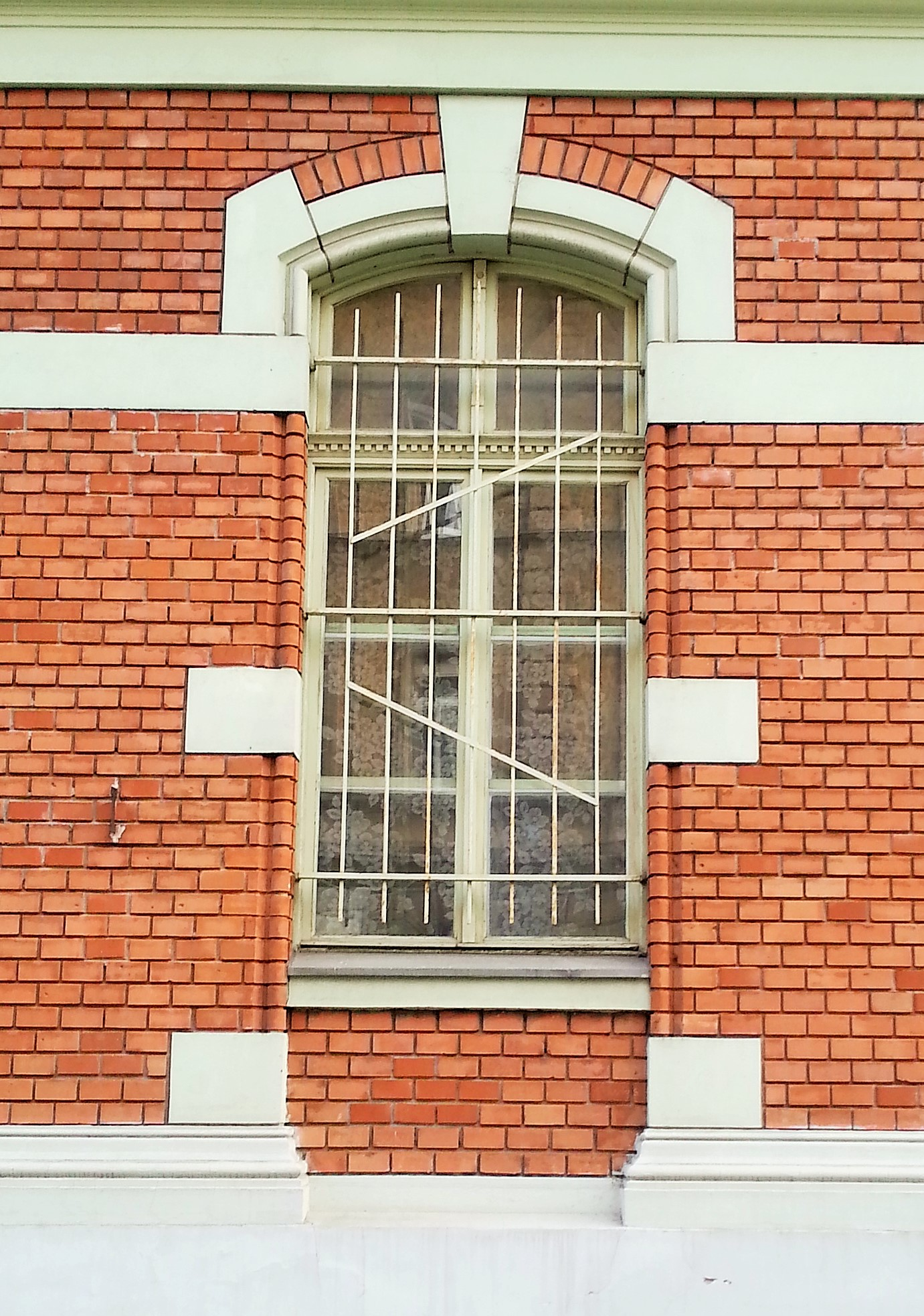
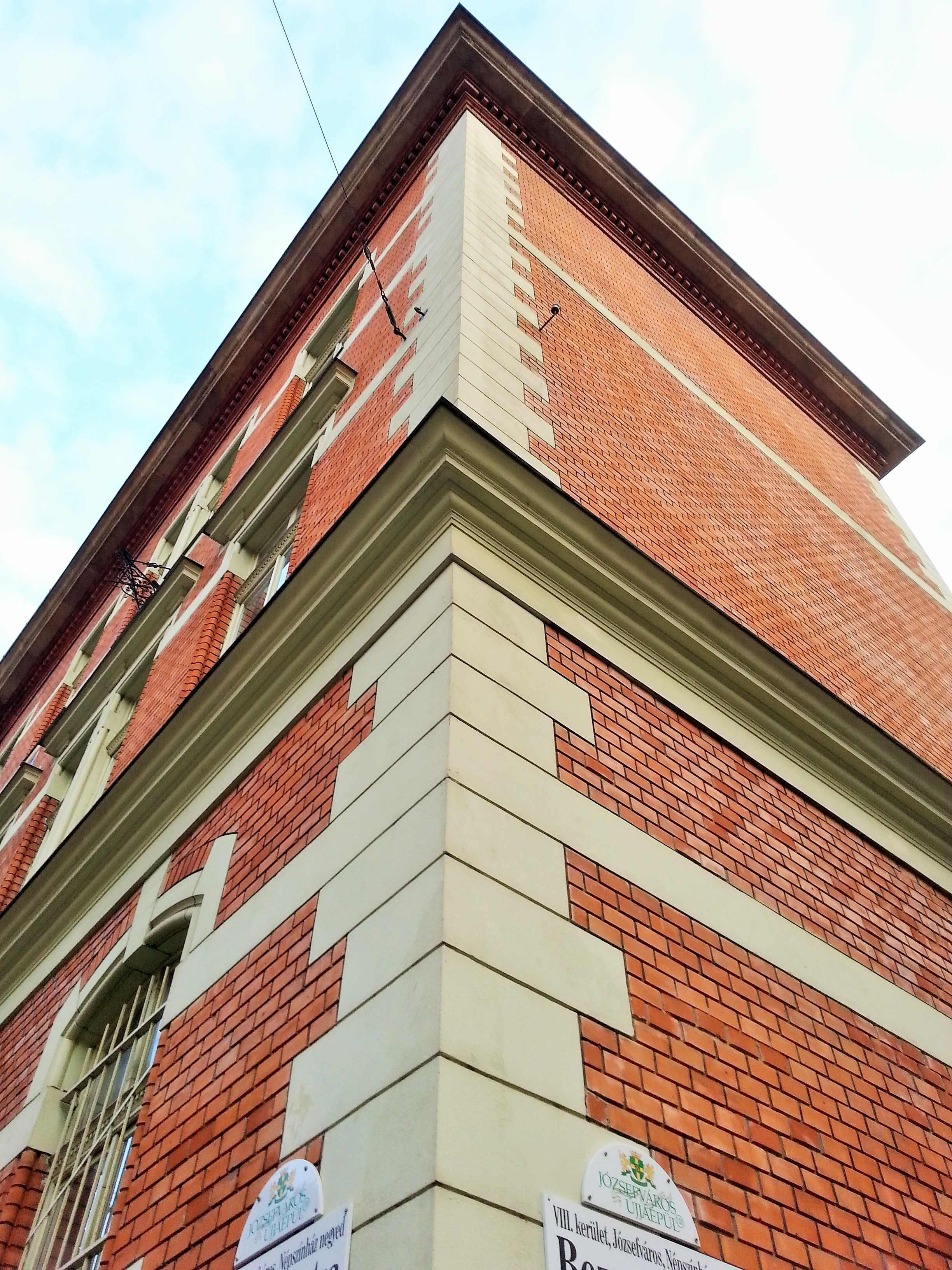
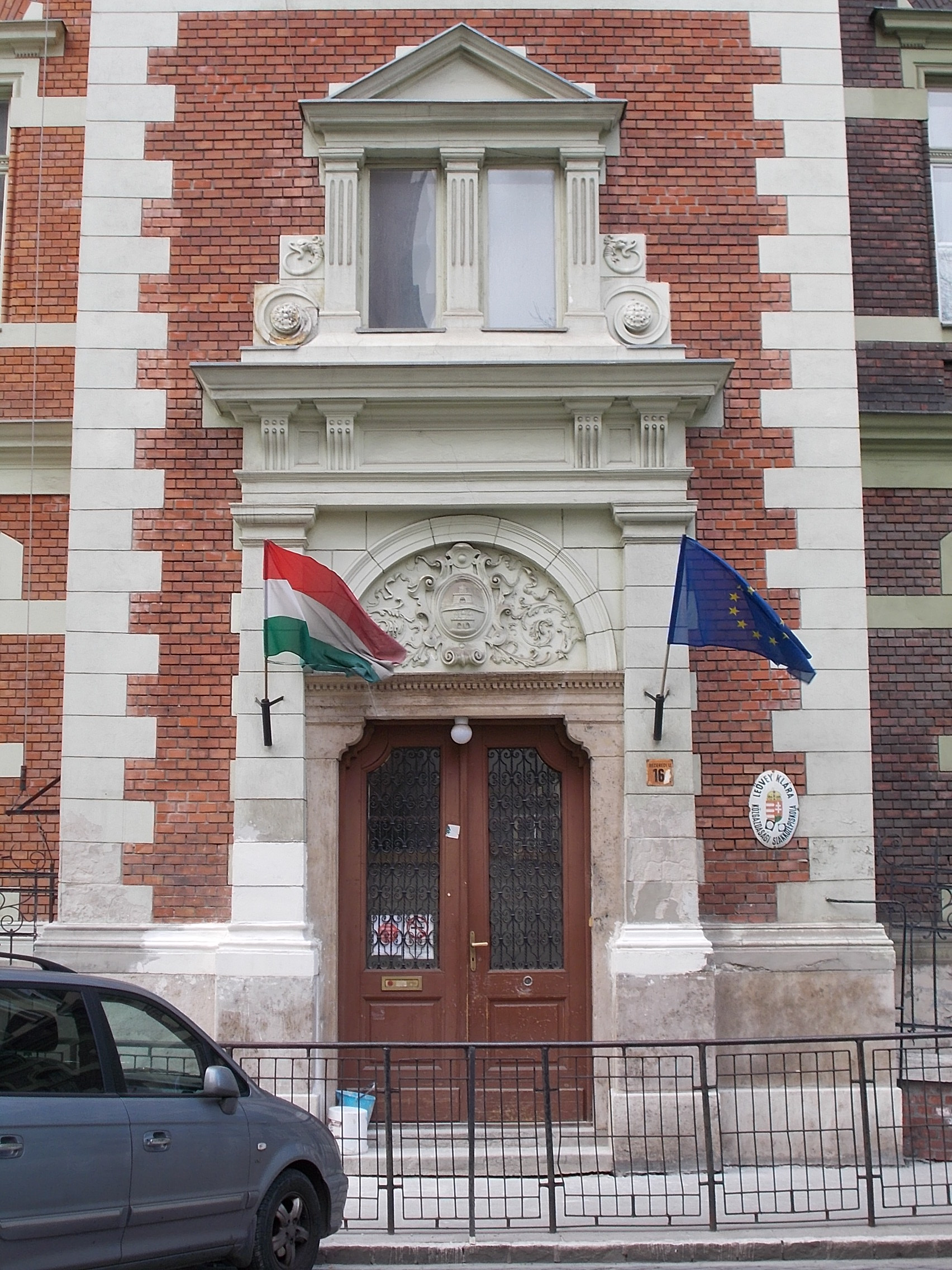
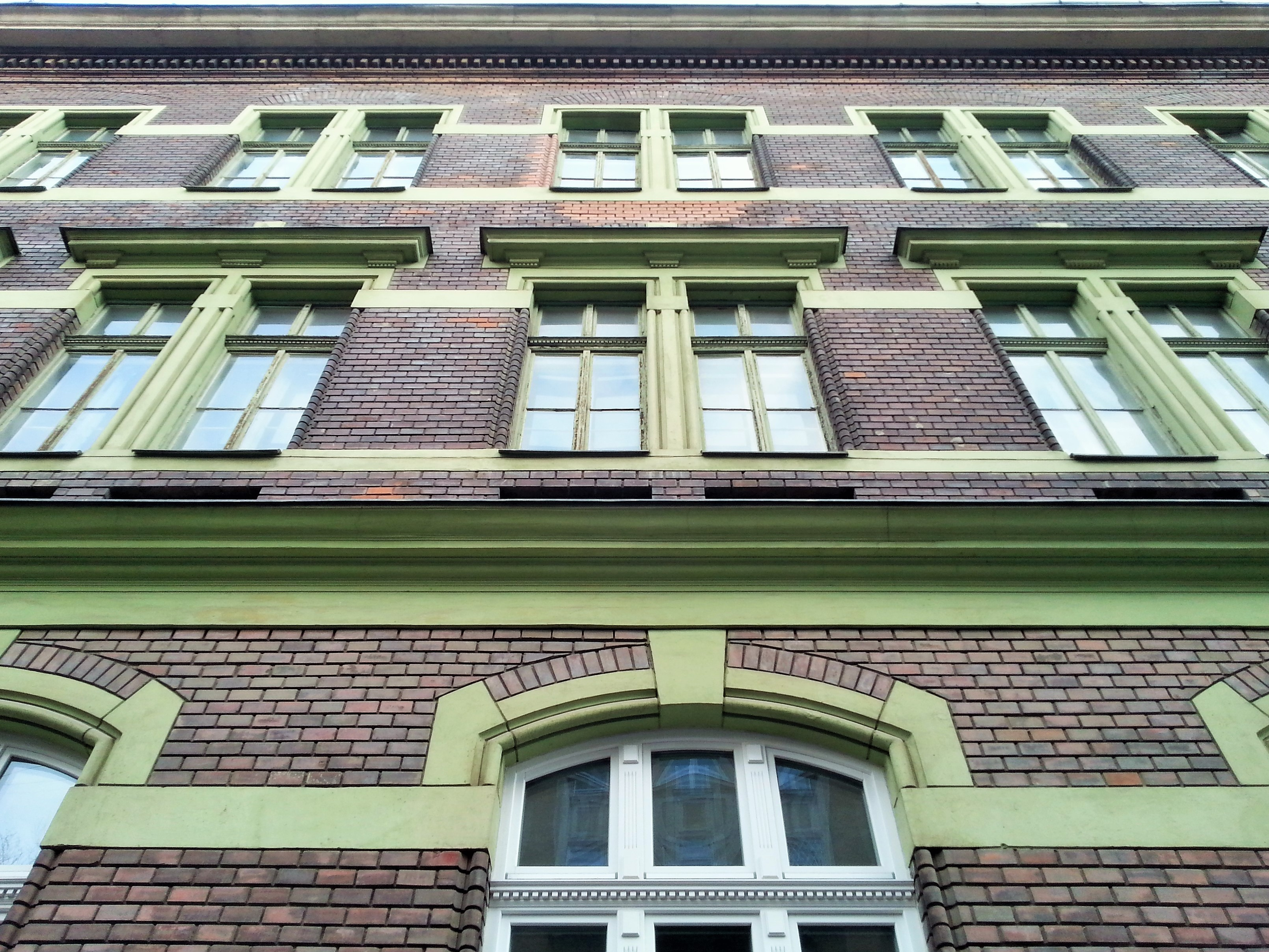